# Edwin Parra
Edwin Arnulfo Parra Bustamente (* 8. Juli 1984 in Sora) ist ein kolumbianischer Radrennfahrer.
Edwin Parra gewann 2006 jeweils eine Etappe bei der Vuelta al Valle, beim Clásica Nacional Ciudad de Anapoima, bei der Vuelta a Juventud, bei der Vuelta a Antioquia und bei der Vuelta a Colombia. Außerdem wurde er Zweiter bei der nationalen Zeitfahrmeisterschaft in der U23-Klasse. 2007 und 2008 fuhr Parra für das Continental Team Colombia Es Pasion, 2009 für Boyacá es Para Vivirla. Nach acht Jahren ohne Team bekam Parra 2017 einen Vertrag beim chinesischen Ningxia Sports Lottery–Livall Cycling Team.

## Erfolge
2006
- eine Etappe Vuelta a Colombia

## Teams
- 2007 Colombia es Pasion Coldeportes
- 2008 Colombia es Pasion Coldeportes
- 2009 Boyacá es Para Vivirla (ab 22. Februar)
- 2017 Ningxia Sports Lottery–Livall Cycling Team